# Canton de Nomeny
Le canton de Nomeny est une ancienne division administrative française qui était située dans le département de Meurthe-et-Moselle.

## Géographie
Ce canton est organisé autour de Nomeny dans l'arrondissement de Nancy. Son altitude varie de 177 m (Éply) à 420 m (Villers-lès-Moivrons) pour une altitude moyenne de 220 m.

## Histoire
C'est un ancien canton du département de la Meurthe. Resté français  conformément au traité de Francfort de 1871, il a été intégré au nouveau département de Meurthe-et-Moselle.

## Administration

### Conseillers généraux de 1833 à 2015
| Période | Période      | Identité                           | Étiquette                      | Qualité |
| ------- | ------------ | ---------------------------------- | ------------------------------ | --- |
| 1833    | 1852         | Théodore François Gusse            |                                | Notaire royal, Propriétaire, maire de Nomeny |
| 1852    | 1870         | Baron Marc de Mahuet               |                                | Officier d'infanterie Maire de Létricourt, conseiller d'arrondissement                                                                                   |
| 1870    | 1871         | Charles de Morville                |                                | Propriétaire, maire de Mailly-sur-Seille |
| 1871    | 1877 (décès) | Joseph-Napoléon Fervel             | Républicain                    | Colonel, Nomeny |
| 1877    | 1900 (décès) | Charles Brocard                    | Républicain                    | Docteur en médecine - Maire de Nomeny (1878-1900) |
| 1900    | 1903 (décès) | Dominique Hennequin                | Républicain                    | Notaire à Nomeny |
| 1903    | 1910         | Fernand Thibault de la Rochethulon | Conservateur                   | Officier de cavalerie, Général |
| 1910    | 1940         | Louis Marin                        | URD                            | Député (1905-1940 et 1945-1951) Ministre (1924, 1926-1928, 1934-1936 et 1940) Président du Conseil général (1934-1940 et 1945-1952) Propriétaire à Faulx |
|         |              |                                    |                                | |
| 1943    | 1945         | Eugène Guerquin (1890-1955)        | ?                              | Vétérinaire Président de la délégation spéciale de Nomeny Nommé conseiller départemental en 1943                                                         |
|         |              |                                    |                                | |
| 1945    | 1955         | Louis Marin                        | DVD-CNIP                       | Député (1905-1940 et 1945-1951) Ministre (1924, 1926-1928, 1934-1936 et 1940) Président du Conseil général (1934-1940 et 1945-1952)                      |
| 1955    | 1967         | Georges Houdelot (1884-1971)       | DVD                            | Dessinateur Maire de Nomeny |
| 1967    | 1974         | Abel Simard                        | UDR puis Mouvement réformateur | Instituteur Maire de Belleau, suppléant du député Roger Souchal (1962-1967)                                                                              |
| 1974    | 1992         | Louis Koenig (1914-2003)           | UDF                            | Maire de Nomeny |
| 1992    | 1998         | Roland Mentré                      | CNI                            | Ingénieur, pilote de chasse, Nomeny |
| 1998    | 2011         | Bernard Leclerc                    | PS                             | Enseignant Maire de Nomeny (1995-2014) |
| 2011    | 2015         | Antony Caps                        | EÉLV                           | Cadre du secteur privé Maire de Nomeny Elu en 2015 dans le Canton d'Entre Seille et Meurthe                                                              |

### Conseillers d'arrondissement (de 1833 à 1940)
| Période                                  | Période | Identité                                         | Étiquette | Qualité |
| ---------------------------------------- | ------- | ------------------------------------------------ | --------- | --- |
| 1833                                     | 1852    | Marc Antoine Désiré, Baron de Mahuet (1787-1871) |           | Ancien officier, propriétaire à Létricourt                                                                  |
|                                          |         |                                                  |           | |
| 1889                                     | 1907    | Antoine Ferdinand Brice                          |           | Propriétaire à Belleau, Nomeny                                                                              |
| 1907                                     | 1919    | Lucien Bouffin                                   |           | Notaire, maire de Faulx                                                                                     |
| 1919                                     | 1937    | Jacques-Prosper Biévelot                         |           | Maire de Nomeny                                                                                             |
| 1937                                     | 1940    | Eugène Dardaine                                  | URD       | Maire de Lixières                                                                                           |
| 1940                                     |         |                                                  |           | Les conseils d'arrondissement ont été suspendus par la loi du 12 octobre 1940 et n'ont jamais été réactivés |
| Les données manquantes sont à compléter. |         |                                                  |           | |

## Composition
Le canton de Nomeny groupe 25 communes et compte 10 523 habitants (recensement de 2011 sans doubles comptes).
| Communes             | Population (2012) | Code postal | Code Insee |
| -------------------- | ----------------- | ----------- | ---------- |
| Abaucourt            | 303               | 54610       | 54001      |
| Armaucourt           | 215               | 54760       | 54021      |
| Arraye-et-Han        | 333               | 54760       | 54024      |
| Belleau              | 841               | 54610       | 54059      |
| Bey-sur-Seille       | 157               | 54760       | 54070      |
| Bratte               | 38                | 54610       | 54095      |
| Chenicourt           | 225               | 54610       | 54126      |
| Clémery              | 517               | 54610       | 54131      |
| Éply                 | 307               | 54610       | 54179      |
| Faulx                | 1 310             | 54760       | 54188      |
| Jeandelaincourt      | 790               | 54114       | 54276      |
| Lanfroicourt         | 121               | 54760       | 54301      |
| Létricourt           | 240               | 54610       | 54313      |
| Leyr                 | 957               | 54760       | 54315      |
| Mailly-sur-Seille    | 256               | 54610       | 54333      |
| Malleloy             | 922               | 54670       | 54338      |
| Moivrons             | 472               | 54760       | 54372      |
| Montenoy             | 395               | 54760       | 54376      |
| Nomeny               | 1 173             | 54610       | 54400      |
| Phlin                | 41                | 54610       | 54424      |
| Raucourt             | 206               | 54610       | 54444      |
| Rouves               | 106               | 54610       | 54464      |
| Sivry                | 256               | 54610       | 54508      |
| Thézey-Saint-Martin  | 204               | 54610       | 54517      |
| Villers-lès-Moivrons | 138               | 54760       | 54577      |

## Démographie
| 1962  | 1968  | 1975  | 1982  | 1990  | 1999  | 2011   |
| ----- | ----- | ----- | ----- | ----- | ----- | ------ |
| 7 137 | 7 841 | 7 593 | 8 130 | 8 699 | 9 290 | 10 523 |